# Archaesphaeridae
Archaesphaeridae es una familia de foraminíferos bentónicos de la superfamilia Parathuramminoidea, del suborden Fusulinina y del orden Fusulinida. Su rango cronoestratigráfico abarca desde el Silúrico superior hasta el Asseliense (Pérmico inferior).

## Discusión
Clasificaciones más recientes incluyen Archaesphaeridae en la superfamilia Caligelloidea, del suborden Earlandiina, del orden Earlandiida, de la subclase Afusulinana y de la clase Fusulinata.

## Clasificación
Archaesphaeridae incluye a las siguientes subfamilias y géneros:
- Subfamilia Archaesphaerinae
  - Arakaevella †
  - Archaesphaera †
  - Diplosphaerina †
  - Eoammosphaeroides †
  - Neoarchaesphaera †
  - Parastegnammina †
  - Quasiirregularina †
  - Rauserina †
  - Vicinesphaera †
- Subfamilia Insolentithecinae, también considerada en la familia Insolentithecidae
  - Floritheca †
  - Insolentitheca †

Otros géneros considerados en Archaesphaeridae son:
- Diplosphaera † de la subfamilia Archaesphaerinae, sustituido por Diplosphaerina
- Fukijia † de la subfamilia Insolentithecinae, aceptado como Insolentitheca
- Fukujia † de la subfamilia Insolentithecinae, aceptado como Insolentitheca
- Ichinotania † de la subfamilia Insolentithecinae, aceptado como Insolentitheca
- Neotuberitina † de la subfamilia Archaesphaerinae, aceptado como Diplosphaerina
- Parahaplophragmella † de la subfamilia Insolentithecinae, aceptado como Insolentitheca
- Protoinsolentitheca † de la subfamilia Insolentithecinae, también considerada en la familia Caligellidae
- Quasituberitina † de la subfamilia Archaesphaerinae, aceptado como Diplosphaerina